# Natsumi Abe

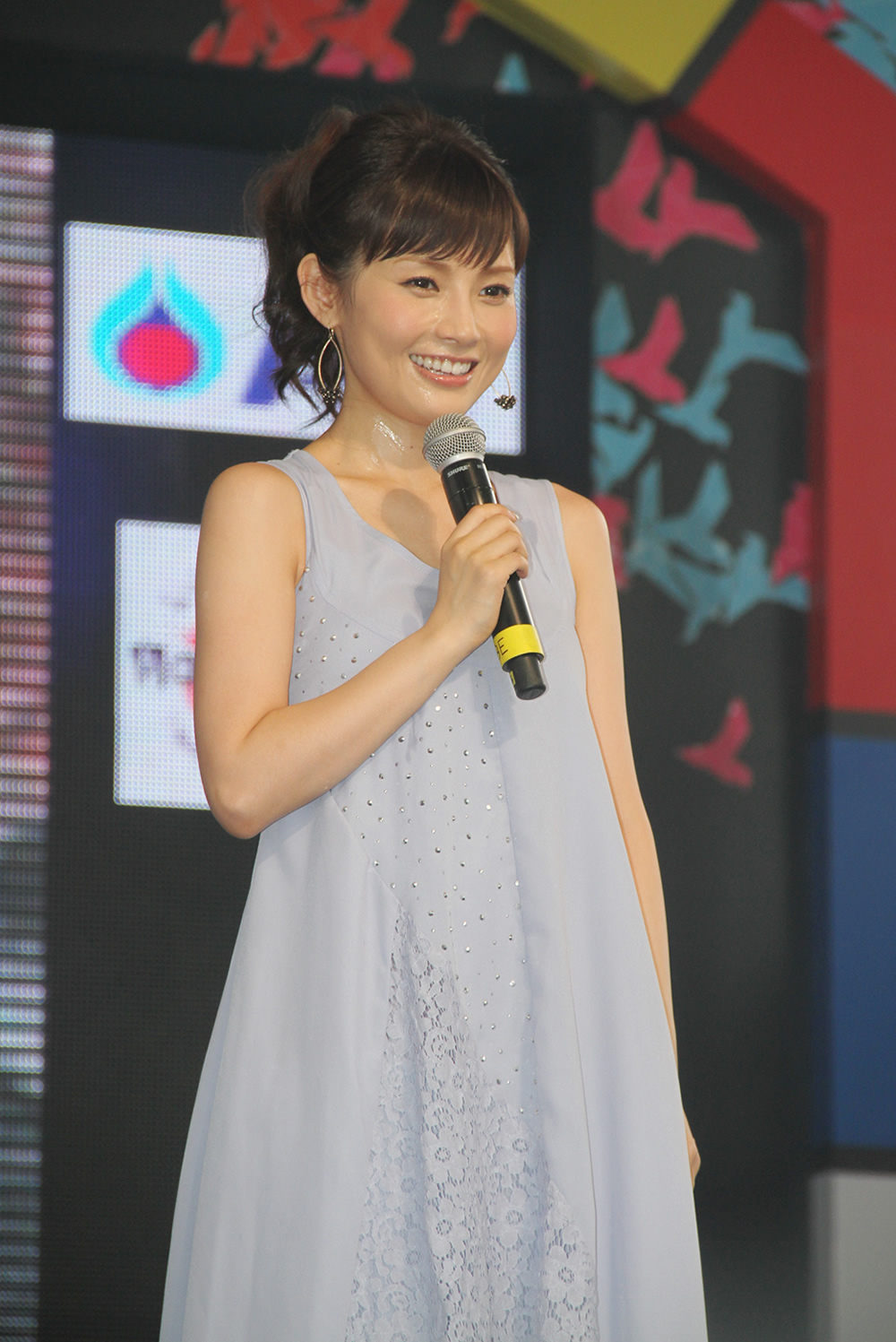
Natsumi Abe (2014)

Natsumi Abe (jap. 安倍 なつみ, Abe Natsumi, * 10. August 1981 in Muroran, Hokkaidō) ist eine japanische J-Pop-Sängerin und Schauspielerin. Bekannt wurde sie als Gründungsmitglied der Idol-Girlgroup Morning Musume. Seit ihrem Ausstieg aus der Gruppe 2004 ist sie als Solistin aktiv.

## Leben
Abe wurde in ihrer Mittelschulzeit von Klassenkameraden gemobbt. In dieser Zeit hörte sie die Musik der Gruppe JUDY & MARY und fasste den Entschluss, Sängerin zu werden. Über das Mobbing und eine Essstörung, die sie mit der Zeit entwickelte, sprach Abe in der Fernsehsendung Heart o Tsunagou (ハートをつなごう) im September 2009.
1997 nahm sie am Asanyan-Casting teil, um Sängerin in der Rockgruppe Sharam Q zu werden. Sie kam in die Finalrunde, verlor jedoch gegen Michiyo Heike. Zusammen mit den restlichen vier Finalistinnen wurde ihr eine zweite Chance gegeben, in einer neu formierten Gruppe namens Morning Musume aufzutreten. Abe wurde schnell zum Publikumsliebling und übernahm einen Großteil des Gesangs.
2003 startete sie eine Solo-Karriere. Ihre erste Single, 22-sai no Watashi, ist mit über 80.000 verkauften Exemplaren ihre erfolgreichste. Im Januar 2004 verließ sie Morning Musume und brachte einen Monat später ihr erstes Album heraus. Im Dezember desselben Jahres wurde Abe für wenige Monate vom Hello! Project suspendiert, da sie in ihrem 2001 veröffentlichten Gedichteband Natchi einige Gedichte von anderen Künstlern übernommen hatte, ohne diese zu erwähnen. 2007 war sie in einen Verkehrsunfall verwickelt, in dem sie laut Polizeibericht beim Abbiegen einen Motorradfahrer umfuhr.
Sie verließ das Hello! Project zusammen mit einem Großteil der damaligen Solisten und älteren Gruppen im März 2009. Unter der Agentur UFP führte sie ihre Solo-Karriere weiter, konzentrierte sich jedoch auf Aktivitäten als Schauspielerin, besonders im Theater. 2011 wurde sie Teil der Gruppe Dream Morning Musume.
Nach ihrer Hochzeit mit dem Schauspieler Ikusaburo Yamazaki zog sich Abe zurück ins Privatleben. Das Paar hat zwei Kinder, welche 2016 und 2018 geboren wurden. 2021 kam Abe mit einer Sprechrolle für den Film PAW Patrol: The Movie zurück in die Unterhaltungsbranche. Sie spricht die Rolle der Liberty.

## Diskografie

### Alben
| Jahr | Titel | Höchstplatzierung, Gesamtwochen, AuszeichnungChartsChartplatzierungen (Jahr, Titel, Platzierungen, Wochen, Auszeichnungen, Anmerkungen) | Anmerkungen                                                  |
| Jahr | Titel | JP | Anmerkungen                                                  |
| ---- | --- | --- | ------------------------------------------------------------ |
| 2004 | Hitoribotchi (一人ぼっち)                                                                                | JP2 Gold · (6 Wo.)JP | Erstveröffentlichung: 4. Februar 2004 Verkäufe JP: + 79.483  |
| 2006 | 2nd – Shimiwataru Omoi (2nd～染みわたる想い～)                                                           | JP9 (4 Wo.)JP | Erstveröffentlichung: 29. März 2006 Verkäufe JP: + 23.972    |
| 2007 | 25 – Vingt-Cinq (25～ヴァンサンク～)                                                                     | JP21 (3 Wo.)JP | Erstveröffentlichung: 14. März 2007 Verkäufe JP: + 12.825    |
| 2008 | Abe Natsumi ~Best Selection~ 15 Shoku no Nigaoe Tachi (安倍なつみ 〜Best Selection〜 １５色の似顔絵たち) | JP40 (2 Wo.)JP | Erstveröffentlichung: 10. Dezember 2008 Verkäufe JP: + 6.472 |
| 2014 | Smile... ♥                                                                                               | JP60 (2 Wo.)JP | Erstveröffentlichung: 13. August 2014 Verkäufe JP: + 1.395   |
| 2014 | Toward The Light -Classical & Crossover-                                                                 | JP26 (4 Wo.)JP | Erstveröffentlichung: 22. Oktober 2014 Verkäufe JP: + 3.699  |
| 2015 | Dreams                                                                                                   | JP85 (1 Wo.)JP | Erstveröffentlichung: 17. Juni 2015                          |

### Singles
| Jahr | Titel Album                                                   | Höchstplatzierung, Gesamtwochen, AuszeichnungChartsChartplatzierungen (Jahr, Titel, Album, Platzierungen, Wochen, Auszeichnungen, Anmerkungen) | Anmerkungen                                                   |
| Jahr | Titel Album                                                   | JP | Anmerkungen                                                   |
| ---- | ------------------------------------------------------------- | --- | ------------------------------------------------------------- |
| 2003 | 22-sai no Watashi (22歳の私) –                                | JP2 Gold · (6 Wo.)JP | Erstveröffentlichung: 13. August 2003 Verkäufe JP: + 81.460   |
| 2004 | Datte Ikitekanakucha (だって 生きてかなくちゃ) –              | JP7 (6 Wo.)JP | Erstveröffentlichung: 2. Juni 2004 Verkäufe JP: + 55.113      |
| 2004 | Koi no Telephone Goal (恋のテレフォン Goal) –                 | JP5 (7 Wo.)JP | Erstveröffentlichung: 11. August 2004 Verkäufe JP: + 47.351   |
| 2005 | Yume Naraba (夢ならば) –                                      | JP6 (5 Wo.)JP | Erstveröffentlichung: 20. April 2005 Verkäufe JP: + 36.248    |
| 2005 | Koi no Hana (恋の花) –                                        | JP9 (6 Wo.)JP | Erstveröffentlichung: 31. August 2005 Verkäufe JP: + 30.450   |
| 2006 | Sweetholic (スイートホリック) –                               | JP8 (5 Wo.)JP | Erstveröffentlichung: 12. April 2006 Verkäufe JP: + 17.087    |
| 2006 | The Stress (ザ・ストレス) –                                   | JP14 (3 Wo.)JP | Erstveröffentlichung: 28. Juni 2006 Verkäufe JP: + 14.015     |
| 2006 | Amasugita Kajitsu (甘すぎた果実) –                            | JP5 (4 Wo.)JP | Erstveröffentlichung: 4. Oktober 2006 Verkäufe JP: + 22.204   |
| 2007 | Too far away – Onna no Kokoro (Too far away 〜女のこころ〜) – | JP15 (3 Wo.)JP | Erstveröffentlichung: 9. Mai 2007 Verkäufe JP: + 11.817       |
| 2007 | Iki o Kasanemashō (息を重ねましょう) –                        | JP13 (3 Wo.)JP | Erstveröffentlichung: 24. Oktober 2007 Verkäufe JP: + 11.531  |
| 2008 | Screen (スクリーン) –                                         | JP29 (3 Wo.)JP | Erstveröffentlichung: 3. Dezember 2008 Verkäufe JP: + 6.474   |
| 2010 | Ameagari no Niji no yō ni (雨上がりの虹のように) –            | JP22 (3 Wo.)JP | Erstveröffentlichung: 15. September 2010 Verkäufe JP: + 4.696 |

## Subgroups
- Nochiura Natsumi (2004–05)
- DEF.DIVA (2005–06)
- Afternoon Musume (2010)

## Filmografie (Auswahl)
Doramas
- Taiyo musume to umi (太陽娘と海; 1998)
- Saigo no Natsuyasumi (最後の夏休み; 2001)
- Shinshun Wide Jidaigeki Mibugishiden~Shinsengumi (新春ワイド時代劇 壬生義士伝～新撰組; 2002)
- Nurseman (ナースマン; 2002)
- Toki o Kakeru Shōjo (時をかける少女; 2002)
- Last Present (ラストプレゼント; 2003)
- Koinu no Waltz (仔犬のワルツ; 2004)
- Takaramono (仔犬のワルツ; 2005)
- Prison Girl (プリズンガール; 2006)
- Natsugumo Agare (夏雲あがれ; 2007)
- Arakawa Under the Bridge (荒川アンダー ザ ブリッジ; 2011)

Filme
- Morning Cop (モーニング刑事。; 1998)
- Pinch Runner (ピンチランナー; 2000)
- Tottoko Hamutarou - Hamu Hamu Hamuuja! Maboroshi no Princess (とっとこハム太郎　ハムハムハムージャ！幻のプリンセス; 2002)
- Koinu Dan no Monogatari (仔犬ダンの物語; 2002)
- Tokkaekko (とっかえっ娘。; 2002)
- Tottoko Hamutarou - Hamu Hamu Grand Prix Aurora Tani no Kiseki - Ribbon-chan Kiki Ippatsu (とっとこハム太郎 ハムハムグランプリン オーロラ谷の奇跡 リボンちゃん危機一髪; 2003)
- Arakawa Under the Bridge (荒川アンダー ザ ブリッジ; 2012)

## Theater (Auswahl)
- Love Century - Yume wa Minakerya Hajimaranai (LOVEセンチュリー -夢はみなけりゃ始まらない; 2001)
- Edokko Chushingura (江戸っ娘。忠臣蔵; 2003)
- Okaeri. (おかえり。; 2004)
- Hakujaden – White Lovers (白蛇伝～White Lovers～; 2006)
- Turandot (トゥーランドット; 2008)
- Little Shop of Horrors (リトルショップ・オブ・ホラーズ; 2010)
- Kotekino Kanata (狐笛のかなた; 2011)
- Arashiga Oka (嵐が丘; 2011)
- Dracula (ドラキュラ; 2011)
- Re: Earl E. (Re:（アール・イー）; 2013)
- Paco〜Paco to Mahou no Ehon〜 from Gama Ouji vs Zarigani Majin (Paco〜パコと魔法の絵本〜 from 「ガマ王子vsザリガニ魔人」; 2014)